# El Pedroso
El Pedroso és una localitat de la província de Sevilla, Andalusia, Espanya. L'any 2005 tenia 2.291 habitants. La seva extensió superficial és de 314 km² i té una densitat de 7,3 hab/km². Les seves coordenades geogràfiques són 37° 50′ N, 5° 45′ O. Està situada a una altitud de 414 metres i a 69 kilòmetres de la capital de la província, Sevilla.

## Demografia
| 1996  | 1998  | 1999  | 2000  | 2001  | 2002  | 2003  | 2004  | 2005  |
| ----- | ----- | ----- | ----- | ----- | ----- | ----- | ----- | ----- |
| 2.403 | 2.422 | 2.406 | 2.380 | 2.379 | 2.348 | 2.308 | 2.300 | 2.291 |